# Promenada Krzycka
Promenada Krzycka (niem. Hugo Richter Weg) – pas zieleni miejskiej o długości ok. 7,5 km położony wzdłuż nasypu kolejowego Towarowej Obwodnicy Wrocławia we Wrocławiu, stanowiący obszar miejskiej przestrzeni zielonej zlokalizowany w obrębie dawnych dzielnic Krzyki i Fabryczna.
Oryginalna promenada powstała jako szlak rekreacyjny wzdłuż nasypu torów kolejowych Towarowej Obwodnicy Wrocławia, według pomysłu dyrektora Ogrodów Miejskich Wrocławia Hugo Richtera przy współpracy z Towarzystwem Upiększania Miasta. Ścieżka spacerowa zaczęła być urządzana w 1893 r. na odcinku od ul. Grabiszyńskiej do ul. Borowskiej jako uzupełnienie systemu zielonego pierścienia terenów zieleni Wrocławia. Pierwszy odcinek promenady zorganizowano pomiędzy ul. Krzycką i ul. Racławicką, co umożliwiło połączenie Parku Południowego z terenami zielonymi w okolicy Małej Sobótki. Z czasem zbudowano trakty piesze, tworząc ciąg dróg alejowych obsadzanych drzewami (m.in. dęby szypułkowe, klony pospolite, topole białe, lipy drobnolistne, kasztanowce, dęby czerwone), urządzono przyległe tereny zielone i rekreacyjne. Urządzanie promenady trwało blisko 50 lat.
Na odcinku od ul. Grabiszyńskiej do al. Racławickiej trakt prowadził po wewnętrznej stronie nasypu kolejowego, a tam przechodził pod wiaduktem na zewnętrzną stronę nasypu. Trasa miała od 1 do 3 metrów szerokości w zależności od odcinka, miejscami była to droga gruntowa. Oprócz zasadniczej funkcji, zieleń pełniła także rolę militarną, maskując nasyp kolejowy, który oprócz funkcji transportowej stanowił także pas umocnień.
Celem projektu było wykorzystanie trójkątnych skrawków działek oraz ziemnych nasypów pozostałych po budowie linii kolejowej. W wyniku tej inwestycji zostały one przekształcone w trasę spacerową o długości ok. 5 km z punktami widokowymi m.in. Wzgórzem Gajowickim, Wzgórzem Bendera, Skórnikiem i Małą Sobótką.
Docelowo sieć terenów zielonych wzdłuż linii kolejowych miała połączyć Popowice i Brochów.
Po II wojnie światowej trakt uległ jednak zapomnieniu i stopniowej degradacji, a nowa administracja skupiała się na utrzymaniu jedynie łączonych przez niego terenów zielonych. Ponadto dokonano przekształcenia otaczających ją terenów, i na miejscu zrujnowanej zabudowy stawiano bloki wielorodzinne, a osiedla-ogrody dogęszczono.
W XXI r. dzięki projektowi miejskiego budżetu obywatelskiego rozpoczęła się jego rewitalizacja, mająca na celu stworzenie w południowym Wrocławiu spójnego systemu zieleni o długości ok. 7,5 km, z wykorzystaniem Promenady jako łącznika pomiędzy istniejącymi parkami Grabiszyńskim i Południowym oraz nowymi parkami w stronę osiedla Tarnogaj. Poszczególne fragmenty Promenady zaprojektowano z przeznaczeniem dla pieszych, rowerzystów oraz rolkarzy. W kolejnych edycjach Wrocławskiego Budżetu Obywatelskiego projekty związane z Promenadą Krzycką i jej rozszerzeniem należały do faworytów w głosowaniach mieszkańców.